# Wolfgang Assmann
Wolfgang Reimer Assmann (* 23. März 1944 in Nordhausen) ist ein deutscher Politiker (CDU) und ehemaliger Oberbürgermeister der Stadt Bad Homburg vor der Höhe sowie Regierungsdirektor a. D.

## Leben
Wolfgang R. Assmann, Sohn von Helga Assmann, geborene Reimer, und dem Staatsanwalt und Bankjuristen Wolfgang Assmann (Sohn des Mediziners Herbert Assmann, einem Wegbereiter der Röntgendiagnostik) studierte nach dem 1963 absolvierten Abitur Rechtswissenschaften in Göttingen, Berlin und Bonn und schloss das Studium mit beiden Staatsexamina ab; die zweite juristische Staatsprüfung absolvierte er 1971. Weiterhin studierte er Verwaltungswissenschaften in Speyer.
Assmann ist evangelisch und heiratete 1970 Angelika Fuchs, mit der er zwei Kinder hat.
Von 1972 bis 1980 arbeitete er im Bundesfinanzministerium in Bonn, zuletzt als Regierungsdirektor im Grundsatzreferat für Bankenfragen.
1980 bis 1998 war Assmann Oberbürgermeister in Bad Homburg vor der Höhe; zur Wahl 1998 trat er auf eigenen Wunsch nicht mehr an. 1998 bis 2004 arbeitete er als Geschäftsführender Vorstand die Herbert Quandt-Stiftung der Altana AG. Neben der Veranstaltung der „Sinclair-Haus-Gespräche“ (Symposien mit führenden Persönlichkeiten zur Erörterung von Zukunftsfragen) leistete er interkulturelle Arbeit auf regionaler und internationaler Ebene im „Trialog der Kulturen“ (Untersuchung von Moscheebaukonflikten und Empfehlungen zu deren Vermeidung, Spracherwerb und interkulturelles Lernen in Kindergärten, Europaweite Untersuchungen und Handreichungen zur Vermittlung des Grundwissens über Judentum, Christentum und Islam in den Schulen).
2005 wurde Assmann in den Verwaltungsrat der Werner-Reimers-Stiftung berufen; seit Januar 2007 ist er Alleinvorstand der Stiftung und stellvertretender Vorstandsvorsitzender des Forschungskollegs Humanwissenschaften, Bad Homburg, das als gemeinsame Initiative der Frankfurter Goethe-Universität mit der Werner Reimers Stiftung errichtet wurde.
2010 erhielt Assmann das Bundesverdienstkreuz Erster Klasse.
2014 erhielt er die Ehrenmedaille der Frankfurter Goethe-Universität und wurde zum Ehrenbürger der Stadt Bad Homburg ernannt.

## Politik
Ende der 1970er-Jahre kam es zu Meinungsverschiedenheiten zwischen OB Armin Klein und der CDU. Während die CDU einen Neubau des Kurhauses befürwortete sprach sich Klein entschieden gegen das Vorhaben aus. Die CDU entschied sich daher bei der Oberbürgermeisterwahl 1980 nicht für Klein, sondern für eine Nominierung Wolfgang Assmanns. Klein trat daraufhin als Kandidat der SPD an, erhielt jedoch keine Mehrheit (er erhielt 24 Stimmen, Wolfgang Assmann 34).
1986 und 1992 bestätigte die Stadtverordnetenversammlung ihn im Amt. In den 18 Jahren waren Schwerpunkte die Stärkung der städtischen Finanzkraft durch Ansiedlung von ertragsstarken Unternehmen, die kulturelle Profilierung der Stadt (Friedrich-Hölderlin-Preis, Orgelfestival Fugato, Skulpturen-Biennale „Blickachsen“), die Belebung des bürgerschaftlichen Engagements und die Förderung der internationalen Verständigung. Daneben arbeitete Assmann ehrenamtlich in Führungspositionen der kommunalen Spitzenverbände und Selbsthilfeorganisationen auf Landes- und Bundesebene.
Wichtige Projekte, wie der Neubau der Volkshochschule 1988, der Ausbau der Englischen Kirche zu einem Kulturzentrum 1990, der Umbau des Seedammbades 1992 und der Umzug des Rathauses 1996 fielen in seine Amtszeit. Ebenfalls unter Wolfgang Assmann wurden die Städtepartnerschaften mit Marienbad 1991 und Peterhof (1994) ins Leben gerufen.
1998 trat er nicht mehr an und unterstützte stattdessen seinen Nachfolger Reinhard Wolters.
2014 wurde er zum Ehrenbürger von Bad Homburg ernannt.

## Schriften
- Zs. mit Albrecht Graf von Kalnein (Hrsg.): Erinnerung und Gesellschaft. Formen der Aufarbeitung von Diktaturen in Europa. Metropol Verlag, Berlin 2011, ISBN 978-3-86331-037-0